# Bento Gonçalves Futsal
O Bento Gonçalves Futsal, também conhecido pela sigla BGF, é um clube brasileiro de futsal do município de Bento Gonçalves (Rio Grande do Sul). Atualmente disputa a Liga Gaúcha de Futsal.

## História

### 2009 - O começo
O dia 23 de março de 2009 marcou a fundação do Bento Gonçalves Futsal. A notícia causou euforia no município de Bento Gonçalves, já que a cidade estava sem um representante no futsal desde que a Reserg havia fechado no ano de 2000. A primeira competição disputada pelo BGF foi o Campeonato Gaúcho Série Prata, equivalente a Segunda Divisão, onde a equipe foi eliminada na primeira fase. Mesmo assim, foi o time de futsal da Serra Gaúcha com a melhor média de público no período, comprovando a paixão do bento-gonçalvense pelo futebol de salão.

### 2010 - Crescimento e Primeira Divisão
Em 2010, foi formada uma equipe bem mais qualificada que a do ano anterior para melhor representar a BGF nas competições. Essa equipe foi formada basicamente para a Série Prata, buscando o acesso à Primeira Divisão, porém uma notícia pegou todos de surpresa. A administração do futsal gaúcho passou a ser da Liga RS, pois a antiga administração não demonstrava condições de bancar a Série Ouro, equivalente a Primeira Divisão. Com isso, alguns clubes foram convidados a disputar a competição, entre eles o BGF, que garantiu assim presença na elite do futsal gaúcho, ao lado de grandes equipes de renome nacional. Mesmo assim, o clube não deixou de lado a Série Prata, e disputou simultaneamente as duas competições. Na Primeira Divisão, o BGF foi eliminado na primeira fase nos dois turnos da competição, ficando em 9º e 11º lugares, respectivamente. Na Série Prata, competição prioritária para o clube, o BGF chegou até as semifinais, sendo eliminado em casa pelo América de Tapera. Essa foi a última participação do clube na Série Prata.

### 2011 - Entre os melhores do estado
O ano de 2011 pode ser considerado como o de maior destaque para o time de futsal de Bento Gonçalves, que consolidou seu nome entre as principais equipes do futebol de salão do Rio Grande do Sul. Disputando de forma inédita a Liga Sul, em Francisco Beltrão (PR), o BGF atingiu o honroso 4º lugar, terminando à frente da equipe de casa e conquistando o título simbólico de equipe mais disciplinada do torneio. No Campeonato Gaúcho - Série Ouro, que foi o grande foco do ano, o Bento Futsal atingiu o terceiro posto na classificação geral, atrás apenas das tradicionais agremiações de Carlos Barbosa e do Atlântico de Erechim. O time bento-gonçalvense chegou, inclusive, a decidir o primeiro turno da competição contra a poderosa equipe da ACBF, ficando com o vice-campeonato, que credenciou-o a disputar as semifinais gerais da Série Ouro, onde enfrentou novamente a agremiação barbosense. Com um empate nos seus domínios e uma derrota fora deles, o BGF encerrou suas atividades no ano de forma muito digna, levando em conta os recursos escassos e o recente surgimento do clube, que se firma como um dos grandes nomes do futsal rio-grandense.

### 2012 - Consolidação como terceira força
Em 2012, novamente o BGF atingiu destaque no salonismo gaúcho, confirmando seu posto entre as melhores equipes do estado herdado da temporada passada. Na disputa da Série Ouro, pela terceira vez em sua breve história, o time bento-gonçalvense ficou na 3ª colocação da classificação geral, credenciando-se a disputar a fase de mata-mata. Nesta, derrotando a ALAF, o Bento Futsal classificou-se à fase semifinal, na qual teria que enfrentar a ACBF, seu algoz do ano anterior. O time de Carlos Barbosa, atual campeão mundial, por duas vezes levou a melhor e eliminou o BGF do campeonato. A campanha, entretanto, foi comemorada pela representação de Bento Gonçalves, visto que a mesma consolidou-se como o terceiro melhor time do futsal gaúcho, a frente de equipes mais antigas no esporte em escala regional e até mesmo nacional.

## Elenco atual
- Última atualização: 12 de abril de 2021[4].

| Lucas Tanke   |
| ------------- |
| Matheus Mello |